# Le fiabe di Doraemon
Le fiabe di Doraemon (ドラえもん めいさく劇場?, Doraemon mei saku gekijou) è una serie di cortometraggi legati all'anime del 1979 di Doraemon, nel quale i protagonisti della serie re-interpretano in maniera comica numerose fiabe.
Tali cortometraggi sono stati trasmessi in Giappone su TV Asahi dal 9 aprile 1993 al 1º ottobre dello stesso anno; in Italia sono stati trasmessi ventidue dei ventiquattro cortometraggi su Italia 1 dal 26 luglio 2007 al 24 agosto dello stesso anno. I cortometraggi che non sono mai andati in onda in Italia sono il 3 e il 17.
| Nº Ja | Nº It | Titolo italiano Giapponese 「Kanji」 - Rōmaji | In onda           | In onda        |
| Nº Ja | Nº It | Titolo italiano Giapponese 「Kanji」 - Rōmaji | Giapponese        | Italiano       |
| 1     | 1     | Cenerentola 「劇場 シンデレラ」 - Shinderera | 9 aprile 1993     | 26 luglio 2007 |
| 1     | 1     | La giovane Cenerentola (Shizuka) viene costantemente osteggiata dalla matrigna (Gian) e dalle due sorellastre (Nobita e Suneo), che le impediscono persino di recarsi alla festa organizzata dal principe del suo paese. Un mago di passaggio (Doraemon) decide di aiutarla: crea per lei un abito e una carrozza; decide infine di trasformare un topo in un cavallo. Ricordandosi però di temere i roditori, il mago fugge via, lasciando Cenerentola che "da quel giorno visse infelice e scontenta".                |                   |                |
| 2     | 2     | La scimmia e i granchi 「さるかにかっせん*」 - Saru ka ni kasse n | 16 aprile 1993    | 27 luglio 2007 |
| 2     | 2     | Una scimmia (Gian) inganna tre granchi, scambiando una crocchetta di riso con un seme di cachi. I granchi accettano lo scambio e il gorilla è felice, poiché sa che i granchi non sarebbero mai riusciti a raccogliere i frutti che avrebbe prodotto il seme. In seguito la crocchetta di riso provoca però un forte mal di pancia alla scimmia, mentre i granchi scoprono che il seme che avevano ricevuto era di una pianta di cocomero e che potevano mangiarne tranquillamente i frutti.                            |                   |                |
| 3     | -     | 「ジャックと豆の木」 - Jakku to mame no ki – "Jack e il fagiolo magico" | 23 aprile 1993    | inedito        |
| 4     | 3     | Il ragazzo-pesca 「ももたろう」 - Momotarō | 30 aprile 1993    | 30 luglio 2007 |
| 4     | 3     | Il ragazzo pesca (Nobita) decide di recarsi a combattere dei malvagi orchi, tuttavia alcuni suoi alter-ego (il ragazzo castagna e il ragazzo mandarino) litigano con lui per avere tale privilegio. Quando il gruppo si decide a compiere insieme l'impresa, scoprono però che i mostri sono già stati sconfitti dal guerriero Dora-boy (Doraemon). I tre riprendono così a litigare. |                   |                |
| 5     | 4     | L'ascia d'oro 「きんのおの」 - Kin no ono | 7 maggio 1993     | 31 luglio 2007 |
| 5     | 4     | Un legnaiolo (Suneo) getta la propria ascia di ferro in un lago, sapendo che in esso dimora una dea (Shizuka), la quale gli avrebbe mostrato un'ascia d'oro e, nel caso avesse risposto che tale ascia non era la sua, gliel'avrebbe regalata. La dea mostra però al legnaiolo la sua ascia di ferro e quest'ultimo, confuso, dice che non è la sua e che vuole un'ascia d'oro. La dea rivela però che aveva solo un'ascia d'oro e che l'aveva donata ad un altro legnaiolo, lasciando così il taglialegna senza ascia. |                   |                |
| 6     | 5     | I tre porcellini 「３びきのこぶた」 - 3 biki no ko buta | 14 maggio 1993    | 1º agosto 2007 |
| 6     | 5     | Tre porcellini (Nobita, Suneo e Shizuka) costruiscono le proprie abitazioni, rispettivamente in paglia, legno e mattoni. Le prime due sono distrutte da un lupo (Gian), così i tre si rifugiano nella casa di mattoni. Il lupo si mette però a cantare, e ciò provoca la distruzione della casa: i tre porcellini vengono così catturati. Doraemon commenta tuttavia che la storia non sarebbe dovuta finire in questo modo.                                                                                            |                   |                |
| 7     | 6     | La piccola fiammiferaia 「マッチ売りの少女」 - Macchi uri no shoujo | 21 maggio 1993    | 2 agosto 2007  |
| 7     | 6     | Una piccola fiammiferaia (Shizuka) non riesce a vendere i propri fiammiferi e inizia così ad accenderli per riscaldarsi. I fiammiferi le fanno riaffiorare vari ricordi, tuttavia alla fine la fiammiferaia si sveglia: scopre infatti che aveva fatto semplicemente un incubo. |                   |                |
| 8     | 7     | Il minuscolo samurai 「一寸法師」 - Issunboushi | 28 maggio 1993    | 3 agosto 2007  |
| 8     | 7     | Una principessa (Nobita) cammina insieme a un minuscolo samurai (Doraemon), quando viene aggredita da un mostro (Gian). Il samurai riesce a sconfiggere il mostro e, durante la fuga, lascia cadere un martello magico capace di ingrandire o rimpicciolire gli oggetti. La principessa non riesce però a usare correttamente il martello, così il samurai decide di usare la torcia d'ingrandimento e se ne va, lasciando la principessa da sola.                                                                      |                   |                |
| 9     | 8     | Biancaneve 「白雪姫」 - Shirayukihime | 4 giugno 1993     | 6 agosto 2007  |
| 9     | 8     | I sette nani (Doraemon) circondano il letto sul quale giace Biancaneve (Shizuka). Arrivano così tre principi (Nobita, Gian e Suneo) i quali litigano per poter dare alla ragazza il bacio del vero amore. In seguito la principessa si sveglia da sola, rivelando che si era semplicemente addormentata. |                   |                |
| 10    | 9     | Hänsel e Gretel 「ヘンゼルとグレーテル」 - Henzeru to gurēteru | 11 giugno 1993    | 7 agosto 2007  |
| 10    | 9     | Hansel e Gretel (Nobita e Shizuka) si trovano di notte in una foresta; giungono in seguito davanti a una strana casa ma, poiché incute loro paura, decidono di allontanarsi da essa. La strega che abita la casa (Suneo) si lamenta così con il suo aiutante (Doraemon), perché tale abitazione non riusciva ad attirare alcun bambino: scopre così che l'aiutante non aveva creato una "casa di torta", bensì un'orribile "casa storta".                                                                               |                   |                |
| 11    | 10    | La bella addormentata nel bosco 「ねむり姫」 - Nemuri hime | 18 giugno 1993    | 8 agosto 2007  |
| 11    | 10    | Il principe azzurro (Shizuka) cavalca verso un castello dove è imprigionata una principessa addormentata dall'incantesimo di una strega. In seguito scopre che la ragazza (Gian) ha un aspetto orribile e decide di andarsene senza risvegliarla, tuttavia la principessa rivela di aver solo finto di essere addormentata per far arrivare qualcuno e obbliga il principe a rimanere con lei. |                   |                |
| 12    | 11    | Gli elfi e il ciabattino 「ふしぎなくつや」 - Fushigi naku tsuya | 25 giugno 1993    | 9 agosto 2007  |
| 12    | 11    | Un anziano ciabattino (Suneo), sebbene non riesca a terminare le sue scarpe, viene convinto dalla moglie (Nobita) a recarsi a letto. Tre elfi (Doraemon) decidono così di preparare delle scarpe per il ciabattino, tuttavia le creano secondo le forme dei loro piedi, ossia circolari. La mattina seguente il ciabattino e sua moglie sono quindi sconcertati. |                   |                |
| 13    | 12    | La gru riconoscente 「つるのおんがえし」 - Tsuru no on ga e shi | 2 luglio 1993     | 10 agosto 2007 |
| 13    | 12    | Un taglialegna (Nobita) libera una gru intrappolata da un cacciatore, pensando che in seguito essa sarebbe tornata per ringraziarlo. La sera stessa Gru bussa alla sua porta: il taglialegna scopre però che si tratta di una cacciatrice (Gian), intenta a vendicarsi per aver fatto fuggire la sua preda. |                   |                |
| 14    | 13    | La principessa della luna 「かぐや姫」 - Kagu ya hime | 9 luglio 1993     | 13 agosto 2007 |
| 14    | 13    | Da una pianta di bambù nasce una principessa (Gian), che viene allevata da due anziani coniugi (Doraemon e Nobita). Ella mangia tuttavia così tanto da far rischiare ai coniugi di diventare poveri. Durante la notte la principessa piange guardando la Luna: i due anziani pensano che la giovane provenga da lì, tuttavia lei rivela che piangeva pensando ai "dolcetti della luna" e ad altri cibi che avrebbe mangiato in futuro.                                                                                  |                   |                |
| 15    | 14    | La volpe e la gru 「きつねとつる」 - Kitsune to tsuru | 16 luglio 1993    | 14 agosto 2007 |
| 15    | 14    | Una volpe (Suneo) invita una gru (Nobita) a pranzare da lei, tuttavia serve il cibo in un piatto e la gru non riesce a mangiare. Il giorno dopo quest'ultima, per vendicarsi dello scherzo, invita la volpe a casa sua e serve il cibo in contenitori alti e stretti. Ella, essendosi portata una cannuccia, riesce comunque a mangiare, lasciando la gru basita. |                   |                |
| 16    | 15    | La cicala e la formica 「ありときりぎりす」 - Ari to kirigirisu | 23 luglio 1993    | 15 agosto 2007 |
| 16    | 15    | Delle formiche (Doraemon, Nobita, Gian e Shizuka) lavorano duramente tutta l'estate per fare provviste durante l'inverno; al contrario una cicala (Suneo) canta e si diverte per tutta l'estate. Arrivato l'inverno, il gruppo riceve una cartolina dalla cicala, nella quale scoprono che si è recata alle Hawaii, dove sta al caldo. Nobita e Gian se la prendono quindi con Doraemon, poiché aveva detto loro che la cicala avrebbe al contrario passato l'inverno al freddo.                                        |                   |                |
| 17    | -     | 「一休さん」 - Ikkyuu-san – "Ikkyū" | 23 luglio 1993    | inedito        |
| 18    | 16    | Il regalo misterioso 「舌切り雀」 - Giri suzume | 6 agosto 1993     | 16 agosto 2007 |
| 18    | 16    | Un anziano contadino (Suneo), giunto alla locanda degli uccelli (Shizuka, Nobita, Doraemon e Gian), viene intrattenuto calorosamente da essi. Prima che egli parta gli vengono mostrati due regali, uno grande e uno piccolo; il contadino, conoscendo alcune antiche leggende, sceglie il regalo più piccolo e si allontana. Solo in seguito scopre che il "regalo" consiste in una serie di scatole cinesi, al termine delle quali trova scritto :"Hai perso".                                                        |                   |                |
| 19    | 17    | Una missione impossibile 「ねずみのそうだん」 - Nezumi no sou da n | 27 agosto 1993    | 17 agosto 2007 |
| 19    | 17    | La vita di tre topi (Nobita, Gian e Suneo) viene ostacolata dalla presenza di un gatto. I tre decidono di mettere al gatto un campanello, tuttavia il loro tentativo risulta vano, poiché fuggono spaventati dal gatto. In seguito quest'ultimo si toglie il travestimento e risulta essere Doraemon, il quale in realtà teme i topi alla follia. |                   |                |
| 20    | 18    | La sirenetta 「人魚姫」 - Ningyo hime | 3 settembre 1993  | 20 agosto 2007 |
| 20    | 18    | Una sirena (Shizuka) si innamora di un principe (Suneo), che promette di portarla con sé. Giunta sulla terraferma, il principe mette però in piedi un fenomeno da baraccone nel quale la sirena è l'attrazione principale, causandone l'ira. |                   |                |
| 21    | 19    | Aladino e la lampada magica 「アラジンと魔法のランプ」 - Arajin to mahou no ranpu | 10 settembre 1993 | 21 agosto 2007 |
| 21    | 19    | Aladino (Suneo) si reputa felice sapendo di possedere una lampada contenente un genio (Doraemon) che può esaudire i suoi desideri; egli chiede così una bibita fresca. Il genio possiede però una lampada, dalla quale esce un altro genio (Nobita), che a sua volta ne chiama un altro (Shizuka), il quale a sua volta possiede una lampada magica contenente un genio (Gian). Quest'ultimo ordina ad Aladino di portargli una bibita, suscitando il riso dei vari geni.                                               |                   |                |
| 22    | 20    | Il procione dispettoso 「かちかち山」 - Kachikachi yama | 17 settembre 1993 | 22 agosto 2007 |
| 22    | 20    | Una coppia di anziani coniugi (Nobita e Suneo) viene beffata da un procione dispettoso (Doraemon). In seguito giunge in loro aiuto un coniglio (Shizuka), che organizza vari scherzi ai danni del procione. Doraemon, che non ama però la propria parte, chiede agli altri di poterla cambiare: prova così a fare il coniglio, tuttavia non riesce a indossare il costume. |                   |                |
| 23    | 21    | Il drago ad otto teste 「やまたのおろち」 - Yamata no orochi | 24 settembre 1993 | 23 agosto 2007 |
| 23    | 21    | Un principe (Gian) viene incaricato dai genitori (Nobita e Suneo) di una principessa (Shizuka) di decapitare un malvagio drago a otto teste (Doraemon) che avrebbe altrimenti divorato la loro figlia. Il principe decide di far ubriacare il drago per poi decapitarlo, tuttavia durante l'attesa si ubriaca a sua volta e, cantando, tramortisce la creatura e causa con la sua voce danni in tutta l'area, tanto da far dire al padre della principessa che si sarebbero dovuti difendere da lui e non dal drago.    |                   |                |
| 24    | 22    | Urashima Tarō 「うらしまたろう」 - Urashima Tarō | 1º ottobre 1993   | 24 agosto 2007 |
| 24    | 22    | Urashima Taro (Nobita) viene deriso da altri due bambini (Gian e Suneo), poiché non riesce a pescare. Giunge tuttavia in suo soccorso una tartaruga marina (Doraemon) che lo conduce in un palazzo sottomarino per farlo allenare e permettergli di non subire più ingiustizie. Urashima Taro scopre inoltre che nel palazzo non c'è alcuna principessa e afferma che, pur di non faticare, avrebbe preferito continuare a essere trattato male.                                                                        |                   |                |